# Gogoba
Gogoba est une localité située dans le département de Guéguéré de la province de l'Ioba dans la région Sud-Ouest au Burkina Faso.

## Géographie
Gogoba est situé dans la partie occidentale du département, à environ 20 km à l'ouest de Guéguéré, le chef-lieu, et 30 km à l'ouest de Dano, la principale ville de la province de l'Ioba. Le village est également à environ 25 km au nord-ouest de Diébougou, l'une des grandes villes de la région.

## Histoire
Le village est administrativement autonomisé de Tankiédougou en 2006.

## Santé et éducation
Le centre de soins le plus proche de Gogoba est le centre de santé et de promotion sociale (CSPS) de Bouni tandis que le centre médical avec antenne chirurgicale (CMA) de la province se trouve à Dano.
Le village possède une école primaire publique ainsi que l'un des collèges d'enseignement général (CEG) du département.